# شعير مونتانا
شعير مونتانا (الاسم العلمي:Hordeum montanense) هي نوع نباتي يتبع جنس الشعير من الفصيلة النجيلية.  